# 横山泉
横山 泉（よこやま いずみ、男性、1924年1月1日 - 2024年10月24日）は、日本の地球科学者。専門は火山学。北海道大学名誉教授。

## 来歴
長野県出身。東京帝国大学第一工学部船舶工学科を中退し、学制改革後の東京大学理学部地球物理学科卒業。1951年理学博士。東京大学地震研究所を経て、1957年北海道大学助教授、1963年同教授。1987年退官。メキシコ国立自治大学の客員教授に就任。1995年日本学士院会員選出。
三原山の噴火をきっかけに、火山研究に携わる。火山の地下構造の研究に世界に先んじて重力異常の解析という手法を導入し、火山活動にともなう地球磁場、重力場の異常変化の観測に成功し、地下構造を解析した。また1883年のクラカタウの噴火の現地調査をも実施した。文部省の測地学審議会噴火予知特別委員会委員長や国際火山学会副会長などを歴任した。
1974年から無線テレメーター方式を採用した火山性地震の移動観測システムの開発に携わり、1975年樽前山、1976年有珠山などで観測実験を行った。

## 学術賞・栄典
- 1956年 田中舘賞（地球電磁気・地球惑星圏学会）[5]
- 1981年 日本学士院賞
- 1994年 勲三等瑞宝章

## 主要論文
- 横山泉、「〈邦文タイトル〉:3. 三原山の地球磁気学的研究 第4報 : 一連の伏角測量と偏角変化の連続観測 , ［英文］：3. Geomagnetic Studies of Volcano Mihara. : The 4th paper. : A Series of Geomagnetic Dip-Surveys and Continuous Observation of Changes in Geomagnetic Declination.」『東京大學地震研究所彙報』 1954年 32巻 1号 p.17-33, 東京大学地震研究所
- 横山泉、「大島三原山の火山微動と潮汐との関係 : 1956年春季大会講演要旨」 『火山.第2集』 1957年 1巻 1号 p.59-, doi:10.18940/kazanc.1.1_59_2, 日本火山学会
- 横山泉、「ウオルドン重力計による伊豆大島の重力測量並びにその成果の火山学的吟味 : 1957年春季大会講演要旨」 『火山.第2集』 1957年 2巻 1号 p.48-, doi:10.18940/kazanc.2.1_48_1, 日本火山学会
- 横山泉, 飯塚進、「4．溶融火山岩の表面張力の測定」『北海道大学地球物理学研究報告』 1970年 24巻 p.57-61, 北海道大学理学部地球物理学教室
- 横山泉、「測地学的・電磁気学的・熱学的手法による噴火予知」 『火山.第2集』 1978年 23巻 1号 p.19-32, doi:10.18940/kazanc.23.1_19, 日本火山学会
- 横山泉、「1977年有珠山噴火活動の予測に関連して」 『火山.第2集』 1978年 23巻 1号 p.65-82, doi:10.18940/kazanc.23.1_65, 日本火山学会
- 田中宏幸, 草茅太郎, 横山泉、「B2-07 回転多層ミューオン飛跡検出器による画像から得られた有珠火山明治新山(1910年)の内部構造(地震と火山,口頭発表)」 『日本火山学会講演予稿集』 2012年 2012巻 セッションID:B2-07, p.75-, doi:10.18940/vsj.2012.0_75, 日本火山学会
- 横山泉, 前川徳光、「1983 年三宅島噴火にともなった地殻変動と重力変化」 『火山.第2集』 1984年 29巻 TOKUBE号 p.S130-S140, doi:10.18940/kazanc.29.TOKUBE_S130, 日本火山学会
- 西田泰典, 渡辺秀文, 前川徳光, 横山泉、「23A. 屈斜路カルデラの磁気的構造(日本火山学会 1985 年度春季大会講演要旨)」 『火山.第2集』 1985年 30巻 2号 p.98-99, doi:10.18940/kazanc.30.2_98_3, 日本火山学会
- 横山泉、「火山活動にともなう地殻変動」 『測地学会誌』 1985年 31巻 1号 p.86-96, doi:10.11366/sokuchi1954.31.86, 日本測地学会
- 横山泉, 前川 徳光、「榛名火山の重力異常」『北海道大学地球物理学研究報告』 48巻 p.1-8, 北海道大学理学部地球物理学教室
- 横山泉、「桜島火山の1914年噴火によって生じた地殻変動の永年変化に関する一解釈(＜特集＞桜島火山)」 『火山』 2013年 58巻 1号 p.77-90, doi:10.18940/kazan.58.1_77, 日本火山学会